# Castelândia
Castelândia es un municipio brasileño del estado de Goiás. Su población estimada en 2006 era de 4.277 habitantes. Se localiza en la región sudoeste del estado, una de las más productivas de Goiás. El Municipio posee un área de 297,42 km² y una población de 4.364 habitantes, según el IBGE del 2005.

## Historia
Fue Distrito de Río Verde desde 1963 hasta 1991, cuando se tornó Municipio con la Ley n.º 11.400 del 16 de enero de 1991, siendo instalado en 1 de enero de 1993.